# Valencia Club de Fútbol 1971-1972
Questa voce raccoglie le informazioni riguardanti il Valencia Club de Fútbol nelle competizioni ufficiali della stagione 1971-1972

## Stagione
Nella stagione 1971-1972 il Valencia, detentore del titolo nazionale, sfiorò per la seconda volta consecutiva l'accoppiata campionato-coppa nazionale, concludendo la Primera División al secondo posto dopo aver inseguito il Real Madrid e perdendo la finale di Coppa del Generalísimo contro l'Atlético Madrid. In Coppa dei Campioni i Xotos, superato il turno preliminare e i sedicesimi di finale grazie alla regola dei gol fuori casa, subirono una doppia sconfitta agli ottavi di finale dall'Újpest.

## Organigramma societario
Area direttiva:
- Presidente:  Julio de Miguel e  Martínez de Bujanda

Area tecnica:
- Allenatore:  Alfredo Di Stéfano

## Rosa
| N. |                     | Ruolo | Calciatore           |
| -- | ------------------- | ----- | -------------------- |
| -  | Spagna (bandiera)   | P     | Juan Luis Meléndez   |
| -  | Spagna (bandiera)   | P     | Abelardo González    |
| -  | Spagna (bandiera)   | P     | Salvador Llopis      |
| -  | Spagna (bandiera)   | D     | Juan Cruz Sol        |
| -  | Spagna (bandiera)   | D     | Antonio Martínez     |
| -  | Paraguay (bandiera) | D     | Aníbal Pérez         |
| -  | Spagna (bandiera)   | D     | Tatono               |
| -  | Spagna (bandiera)   | D     | Fernando Barrachina  |
| -  | Spagna (bandiera)   | D     | Francisco Vidagany   |
| -  | Spagna (bandiera)   | C     | Jesús Martínez       |
| -  | Spagna (bandiera)   | C     | José Antonio Morante |

| N. |                      | Ruolo | Calciatore             |
| -- | -------------------- | ----- | ---------------------- |
| -  | Spagna (bandiera)    | C     | José Claramunt         |
| -  | Spagna (bandiera)    | C     | Francisco García Gómez |
| -  | Argentina (bandiera) | A     | Rubén Valdez           |
| -  | Spagna (bandiera)    | A     | Joaquín Sierra         |
| -  | Spagna (bandiera)    | A     | Sergio Lloret          |
| -  | Spagna (bandiera)    | A     | Enrique Claramunt      |
| -  | Spagna (bandiera)    | A     | José Forment           |
| -  | Argentina (bandiera) | A     | Miguel Ángel Adorno    |
| -  | Spagna (bandiera)    | A     | José Ramón Fuertes     |
| -  | Spagna (bandiera)    | A     | Gabriel Uriarte        |

## Statistiche

### Statistiche di squadra
| Competizione          | Punti | Totale | Totale | Totale | Totale | Totale | Totale | DR  |
| Competizione          | Punti | G      | V      | N      | P      | Gf     | Gs     | DR  |
| --------------------- | ----- | ------ | ------ | ------ | ------ | ------ | ------ | --- |
| Primera División      | 45    | 34     | 19     | 7      | 8      | 53     | 30     | +23 |
| Copa del Generalísimo | -     | 7      | 4      | 2      | 1      | 7      | 4      | +3  |
| Coppa dei Campioni    | -     | 6      | 2      | 2      | 2      | 6      | 5      | +1  |
| Totale                |       | 47     | 25     | 11     | 11     | 66     | 39     | +27 |

### Statistiche dei giocatori
| Giocatore    | Primera División | Primera División | Primera División | Primera División |
| Giocatore    | Presenze         | Reti             | Ammonizioni      | Espulsioni       |
| ------------ | ---------------- | ---------------- | ---------------- | ---------------- |
| Abelardo     | 12               | ?                | ?                | ?                |
| Adorno       | 20               | 4                | 1                | ?                |
| Barrachina   | 16               | 1                | 1                | 1                |
| J. Claramunt | 22               | 8                | 1                | ?                |
| E. Claramunt | 22               | 2                | 1                | ?                |
| Forment      | 22               | 7                | ?                | ?                |
| Fuertes      | 5                | ?                | ?                | 1                |
| A. García    | 23               | ?                | 1                | ?                |
| F. García    | 17               | ?                | ?                | ?                |
| Lloret       | 25               | 3                | ?                | ?                |
| Llopis       | 5                | ?                | ?                | ?                |
| A. Martínez  | 23               | 3                | ?                | ?                |
| J. Martínez  | 32               | 1                | ?                | ?                |
| Meléndez     | 19               | ?                | ?                | ?                |
| Morante      | 32               | 1                | ?                | ?                |
| Pérez        | 16               | 1                | ?                | ?                |
| Sierra       | 31               | 16               | ?                | ?                |
| Sol          | 33               | 2                | 2                | ?                |
| Uriarte      | 1                | ?                | ?                | ?                |
| Valdez       | 33               | 7                | ?                | ?                |
| Vidagany     | 14               | 3                | ?                | ?                |